# Przestrzeń Jamesa
Przestrzeń Jamesa – pierwszy przykład przestrzeni Banacha, która jest izomorficzna ze swoją drugą przestrzenią sprzężoną, ale nie jest refleksywna.

## Konstrukcja
Niech {\displaystyle J} będzie przestrzenią liniową wszystkich ciągów liczb rzeczywistych {\displaystyle x=(x_{n})_{n\in \mathbb {N} }} dla których
1. {\displaystyle \lim _{n\to \infty }x_{n}=0.}
2. {\displaystyle \|x\|=\sup {\Big \{}{\Big (}\sum _{i=1}^{n}(x_{m_{2i-1}}-x_{m_{2i}})^{2}{\Big )}^{\tfrac {1}{2}}\colon \,0=m_{0}<m_{1}<\ldots <m_{n+1}{\Big \}}<\infty .}

Funkcjonał {\displaystyle \|\cdot \|} zdefiniowany wyżej jest normą w {\displaystyle J.} Przestrzeń {\displaystyle J} wraz z tą normą jest przestrzenią Banacha, nazywaną przestrzenią Jamesa.
Konstrukcję przestrzeni Jamesa można uogólnić na dowolne wykładniki {\displaystyle 1\leqslant p<\infty ,} zastępując warunek 2. powyżej warunkiem
wraz z normą
{\displaystyle \|x\|_{p}=\sup {\Big \{}{\Big (}\sum _{i=1}^{n}|x_{m_{2i-1}}-x_{m_{2i}}|^{p}{\Big )}^{\tfrac {1}{p}}\colon \,0=m_{0}<m_{1}<\ldots <m_{n+1}{\Big \}}<\infty .}
Przestrzeń taką oznacza się symbolem {\displaystyle J_{p}} i nazywa p-tą przestrzenią Jamesa. Zdefiniowana wcześniej przestrzeń Jamesa jest przy tych oznaczeniach przestrzenią {\displaystyle J_{2}.} Przypadek {\displaystyle p=1} zwykle wyklucza się, gdyż przestrzeń {\displaystyle J_{1}} jest izomorficzna z przestrzenią ℓ1.

## Podstawowe własności
Poniżej {\displaystyle 1<p<\infty .}
- Przestrzeń {\displaystyle J_{p},} jest ośrodkowa, rodzina ciągów {\displaystyle (e_{n})} które na {\displaystyle n}-tym miejscu mają wartość 1, a poza tym wszystkie inne wyrazy są równe zeru, jest jej bazą Schaudera. Przestrzeń Jamesa nie ma bezwarunkowej bazy Schaudera.
- Przestrzeń {\displaystyle J_{p}} jest quasi-refleksywna rzędu 1, tzn. wymiar {\displaystyle J_{p}^{**}/J_{p}} jest równy 1.
- Suma prosta {\displaystyle J_{p}\oplus J_{p}} nie jest izomorficzna z {\displaystyle J_{p}.}
- Przestrzeń Jamesa ma słabą własność Banacha-Saksa[1].